# یو تومیدوکورو
یو تومیدوکورو (انگلیسی: Yu Tomidokoro؛ زادهٔ ۲۱ آوریل ۱۹۹۰) بازیکن فوتبال اهل ژاپن است.
از باشگاه‌هایی که در آن بازی کرده‌است می‌توان به باشگاه فوتبال توکیو وردی اشاره کرد.